# Хоткевич, Андрей Владимирович
Хоткевич Андрей Владимирович (4 мая 1954, Харьков — 6 февраля 2019, Харьков) — советский, украинский физик-экспериментатор, доктор физико-математических наук, профессор Харьковского национального университета имени В. Н. Каразина, ведущий научный сотрудник Физико-технического института низких температур имени Б. И. Веркина НАН Украины.

## Биография
Хоткевич Андрей Владимирович и брат — близнец Владимир Владимирович родились 4 мая 1954 в Харькове. Внук Гната Мартыновича Хоткевича, сын Владимира Игнатьевича Хоткевича. В 1976 с отличием окончил физический факультет Харьковского государственного университет и был принят в аспирантуру Физико-технического института низких температур АН УССР. Кандидатскую работу выполнял под руководством И. К. Янсона. Степень кандидата физико-математических наук получил в 1981. Лауреат молодежной премии I степени ЦК комсомола Украины и республиканского совета научно-технических обществ (1984) (с соавторами). Докторскую диссертацию защитил в 1991. С 1996—2019 работал в должности ведущего научного сотрудника отдела микроконтактной спектроскопии ФТИНТ. Автор и соавтор около 150 научных работ. Совместно с И. К. Янсоном подготовил первый в мировой литературе атлас микроконтактных спектров электрон — фононного взаимодействия в металлах. С 2011 по совместительству был профессором кафедры физики низких температур физического факультета ХНУ имени В. Н. Каразина. Преподавал курсы лекций «Электронные свойства металлов», «Современные методы экспериментальных исследований».

## Научная деятельность
Научная деятельность А. В. Хоткевича связана с исследованиями низкотемпературной физики металлов и сверхпроводимости.
- Экспериментально получил микроконтактной спектры электрон — фононного взаимодействия в ряде металлов: молибдене, индии, талии, родии, иридии, осмии, рутении, олове, свинце, марганце, платине, ртути, цирконии, мышьяке.[6]
- Применил метод микроконтактной спектроскопии для исследования сверхпроводников[4].
- С помощью микроконтактных методов исследовал электрон — фононное взаимодействие в ряде органических слоистых металлов и полупроводников.
- Предложил новый способ получения микроконтактов[7]. (все в соавторстве)

## Избранные публикации
1. Khotkevich A.V., Yanson I.K. Atlas of point contact spectra of electron -phonon interactions in metals. — Kluwer Academic Publishers: Boston / Dordrecht / London (1995) 168 p.
2. Янсон И. К., Хоткевич А. В. Атлас микроконтактных спектров электрон-фононного взаимодействия в металлах. — Киев : Наукова думка, 1986. — С. 143.
3. Балкашин О. П., Янсон И. К., Хоткевич А. В. Туннельный эффект в сверхпроводник с неравновесным заполнением квазичастичных состояний под лазерным облучением. ЖЭТФ 72, вып.3 (1977) 1182—1191.
4. Хоткевич А. В., Янсон И. К., Лазарева М. Б., Соколенко В. И., Стародуб Я. Д. Влияние плоскостей двойникования на спектр электрон-фононного взаимодействия в олове. ЖЭТФ 98, вып.11 (1990) 1672—1679.
5. Yanson I.K., Fisun V.V., Hesper R., Khotkevich A.V., Krans J.M., Mydosh J.A., van Ruitenbeek J.M. Size dependence of Kondo scattering in point contacts. Phys. Rev. Lett. 74, No.2 (1995) 302—305.
6. Khotkevich A.V. Modern state of the point contact spectroscopy of electron -phonon interaction in transition metals. Physica B 218 (1996) 31-34.
7. Kamarchuk G.V., Khotkevich A.V., Bagatsky V.M., Ivanov V.G., Molinié P., Leblanc A., Faulques E.. Direct determination of Debye temperature and electron-phonon interaction in 1 T- VSe 2. Physical Review B 63 (7), 073107
8. Kamarchuk G.V., Kolobov I.G., Khotkevich A.V., Yanson I.K., Pospelov A.P., Levitsky I.A., Euler W.B. New chemical sensors based on point heterocontacts between single wall carbon nanotubes and gold wires. Sensors and Acuators B 134 (2008) 1022—1026.
9. Khotkevych V.V., Khotkevych N.V., Morlok S.V., Konopatskyi B.L., Khotkevych A.V. Electron-phonon interaction and nonlinear transport phenomena in solid Hg point -contacts. J.of Physics, Conf. Series 150 (2009) 022036, 4 p.